# 1275
El 1275 (MCCLXXV) fou un any comú començat en dimarts del calendari julià.

## Esdeveniments
- El rei Eduard I d'Anglaterra promulga l'Estatut del Judaisme, que proscriu la usura i imposa restriccions als jueus d'Anglaterra.[1]

## Necrològiques
- 6 de gener (Barcelona): Ramon de Penyafort.[2]